# 巖谷小波文芸賞
巖谷小波文芸賞（いわやさざなみぶんげいしょう）は、日本の児童文学の賞。
1978年、久留島武彦が創設した日本青少年文化センターが設立。明治期の児童文芸に寄与した巖谷小波を記念し、作品よりも人物に与えられることが多く、児童文学作家のみでなく、雑誌、テレビ番組、挿絵画家、漫画家などにも与えられる。同センターはこれに先立ち久留島武彦文化賞も制定している。

## 受賞者

### 第1回から第10回
- 第1回 1978年度 山中恒
- 第2回 1979年度 手塚治虫
- 第3回 1980年度 童話雑誌『びわの実学校』(坪田譲治主宰)
- 第4回 1981年度 まど・みちお
- 第5回 1982年度 月刊保育絵本「キンダーブック」（フレーベル館）
- 第6回 1983年度 筒井敬介
- 第7回 1984年度 寺村輝夫
  - [特別賞] 新井弘城
- 第8回 1985年度 関英雄
  - [特別賞] 藤田圭雄
- 第9回 1986年度 阪田寛夫
- 第10回 1987年度 長新太

### 第11回から第20回
- 第11回 1988年度 佐藤さとる
- 第12回 1989年度 NHK幼児テレビ番組「おかあさんといっしょ」
- 第13回 1990年度 庄野英二
- 第14回 1991年度 CDブック『長岡輝子、宮沢賢治を読む』 (草思社)
- 第15回 1992年度 谷真介
  - [特別賞] 藤本芳則
- 第16回 1993年度 『少年小説大系』(三一書房)尾崎秀樹、小田切進、紀田順一郎共同監修
- 第17回 1994年度 古田足日
- 第18回 1995年度 神沢利子
  - [特別賞] 『巖谷小波「十亭叢書」の註解』の共同研究者
- 第19回 1996年度 『日本の昔話』全5巻 (おざわとしお再話・赤羽末吉画) 福音館書店
- 第20回 1997年度 松谷みよ子

### 第21回から第30回
- 第21回 1998年度 宮崎淑子
- 第22回 1999年度 松岡享子
- 第23回 2000年度 那須正幹
- 第24回 2001年度 日本国際児童図書評議会
  - [特別賞] 勝尾金弥
- 第25回 2002年度 上橋菜穂子「守り人シリーズ」全4巻 偕成社
- 第26回 2003年度 こやま峰子「地雷のあしあと」など、これまでの創作活動に対して
  - [特別賞] 水口町立歴史民俗資料館
- 第27回 2004年度 工藤直子  日本の青少年文化への貢献に対して
- 第28回 2005年度 なかえよしを・上野紀子  三十年にわたる文学性の高い絵本創作の活動に対して
- 第29回 2006年度 岩崎京子 半世紀にわたる児童文学創作活動に対して
- 第30回 2007年度 小野かおる

### 第31回から第40回
- 第31回 2008年度 佐野洋子
- 第32回 2009年度 三田村信行
- 第33回 2010年度 君島久子
- 第34回 2011年度 角野栄子
- 第35回 2012年度 中村妙子
  - [特別賞] マリーヌ・ペニコー
- 第36回 2013年度 藤城清治
  - [特別賞] 西本鶏介
- 第37回 2014年度 天沢退二郎
  - [特別賞] 一般財団法人大阪国際児童文学振興財団、橋口稔 巖谷小波一族の伝記に対して
- 第38回 2015年度 高野文子
- 第39回 2016年度 内田麟太郎
- 第40回 2017年度 加古里子

### 第41回から第50回
- 第41回 2018年度 ミロコマチコ
- 第42回 2019年度 田島征三
  - [特別賞] 髙橋真理子

2020・2021年度 新型コロナウイルスの影響により中止
- 第43回 2022年度 岡田淳
- 第44回 2023年度 長倉洋海
  - [特別賞] 公益財団法人 東京都慰霊協会（復興記念館）
- 第45回 2024年度 村中李衣

## 選考委員
- 第1回-20回 尾崎秀樹、筒井敬介、藤田圭雄、巖谷大四、猪熊葉子
- 第21回-22回 尾崎、藤田、巖谷、猪熊
- 第23回 巖谷、猪熊、川口幹夫、谷真介
- 第24回-25回 巖谷、猪熊、川口、谷、神宮輝夫
- 第26回-28回 川口、猪熊、谷、神宮、巖谷國士
- 第29回-35回 猪熊、谷、神宮、巖谷
- 第36回-37回 谷、神宮、巖谷、百々佑利子
- 第38回-42回 神宮、巖谷、百々、野上暁
- 第43回- 巖谷、百々、野上、さくまゆみこ